# Allan Österlind
Erik Allan Auguste Österlind, dit Allan Österlind, né le 2 novembre 1855 à Stockholm (Suède) et mort le 23 juin 1938 à Juvisy-sur-Orge (Seine-et-Oise),  est un peintre et graveur suédois.
Il est le père du peintre paysagiste Anders Osterlind (1887-1960), d'Annette Osterlind-Sarradin (1882-1954), dessinatrice de mode et costumière, d'Yves Osterlind (1892-1937), peintre, et le grand-père de l'aquarelliste Nanic Osterlind (1909-1943).

## Biographie

Ernst Josephson, Portrait d'Allan Österlind (1880), Stockholm, Nationalmuseum.

Fils de Per August Österlind et de Johanna Petranella Skoog, notables suédois, Allan Österlind suit d'abord les cours de l'Académie royale des arts de Suède à Stockholm en 1874-1875. Comme d'autres jeunes artistes scandinaves venus pour apprendre la « claire peinture » et récolter des médailles dans les salons officiels avant de rentrer chez eux, il émigre à Paris en 1877. Cette petite colonie d'artistes forme jusqu'en 1890 un essaim agité dont Allan Österlind n'est pas le plus calme. Il y noue des liens serrés avec Ernst Josephson, Per Ekström, Ville Vallgren, Christian Skredsvig, August Strindberg et le prince Eugen de Suède.
Il s'inscrit à l'École des beaux-arts de Paris dans l'atelier du sculpteur Pierre-Jules Cavelier, maître reconnu mais exigeant qui lui recommande de s'orienter vers le dessin et sur la peinture, décision que toute l’œuvre d'Österlind va justifier.
Dès 1879, avec ses camarades, il fréquente Barbizon et Grez-sur-Loing. De 1879 à 1890, il expose aquarelles et portraits, mais il se fait remarquer par des grandes toiles de naturalisme campagnard souvent sombres, dans l'esprit de Jean-François Millet, toiles peintes au cours de séjours en Bretagne et en Creuse, dont il goûtera, sa vie durant, le charme et la simplicité.
Il ne reviendra à cette tendance qu'en 1913 avec Les Servantes, grande huile sur toile (achat de l’État en 1913, musée de Cambrai).

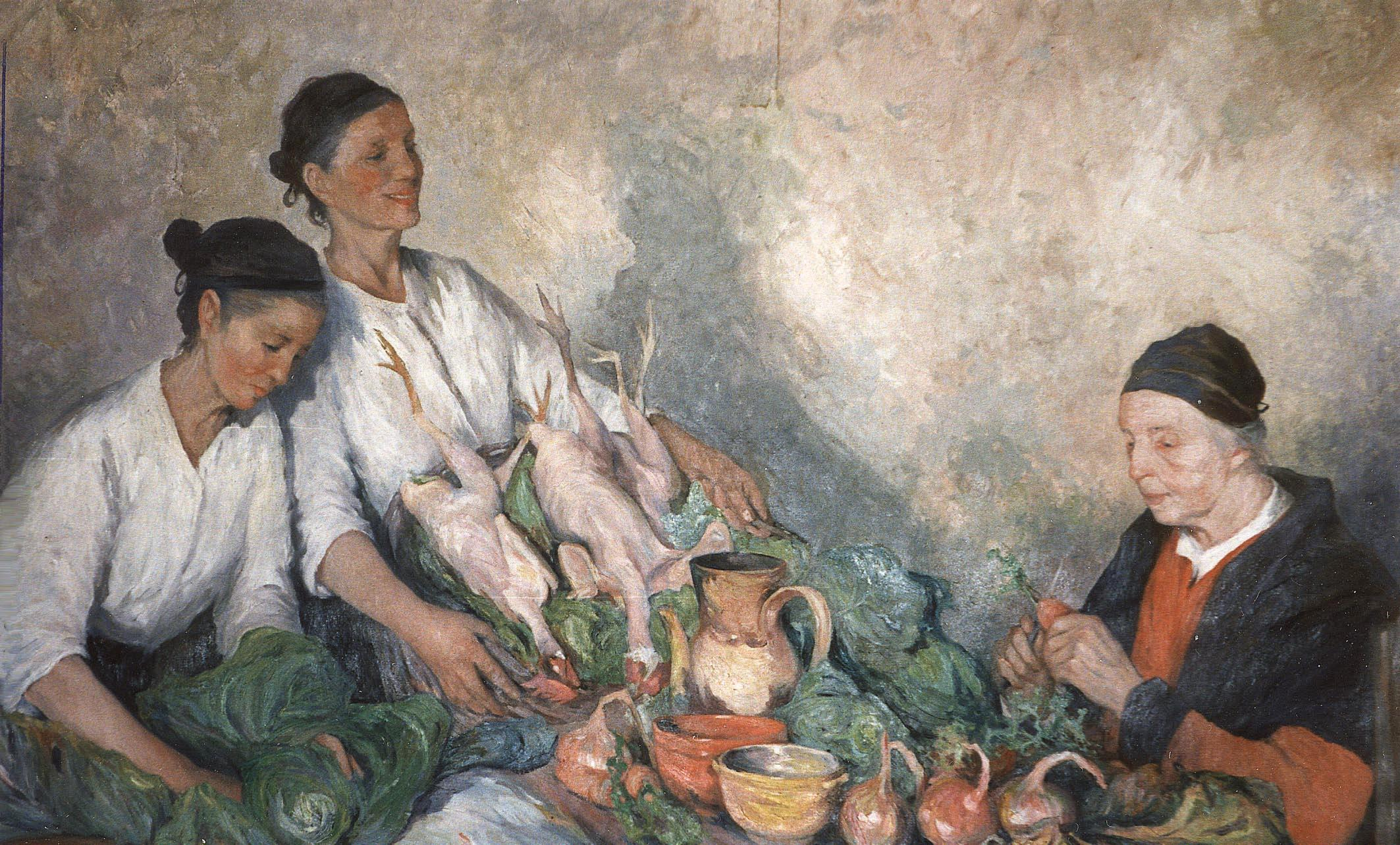
Les Servantes (1913), musée de Cambrai.

Il participe avec Ernst Josephson et Richard Bergh en 1884 à l'exposition des bords de la Seine à Stockholm et, en 1886, à celle de Göteborg. Il fait, quelques années durant, partie de la jeune Association des artistes suédois créée par ses camarades. D'esprit souvent révolté, Allan Österlind adhère en 1885 au violent manifeste anti-académie royale suédoise lancé par Ernst Josephson et Richard Bergh. À Paris, il se lie d'amitié avec Louise Catherine Breslau.
À l'occasion de la cérémonie de distribution solennelle des médailles aux artistes récompensés au Salon des artistes français, présidée par Eugène Spuller, ministre de l'Instruction publique, des Cultes et des Beaux-Arts, qui se tient le 1er juillet 1887 dans le grand salon carré du palais de l'Industrie à Paris, une mention honorable lui est décernée.
Durant l'Exposition universelle de 1889 à Paris, les Scandinaves exposent malgré l'opposition du roi. Allan Österlind y expose six aquarelles, dont Rodin dans son atelier (Helsinki, Musée Ateneum) et reçoit une médaille d'argent.
Il épouse le 25 avril 1889 à Paris Joséphine Eugénie Carré (1862-1916) avec laquelle il aura Yves Auguste, né le 15 juin 1892 à Bréhat (Côtes-d'Armor). Par ce mariage, ils légitiment leurs deux premiers enfants : Anna Alina, née le 22 août 1882 à Carolles (Manche), qui épousera Édouard Louis Sarradin, et Anders Örm, né le 19 juin 1887 à Lépaud (Creuse).
Ce mariage qui l'attache à la France jusqu'à sa mort en 1938 le poussera à ne pas participer à la révolution picturale que ses camarades animeront après leur retour au pays. Il restera toujours fidèle à ce mouvement des peintres scandinaves et, en particulier, à Ernst Josephson — qu'il emmènera peindre avec lui en Bretagne (Tréboul et Bréhat) et en Creuse (Fresselines, Gargilesse et Lépaud), et qu'il raccompagnera en Suède après sa chute dans la folie — mais aussi avec August Strindberg qu'il soutiendra jusqu'à son procès et recevra régulièrement à sa table parisienne.
En 1890, Österlind abandonne sa participation aux expositions du Salon des artistes français et, toujours actif, adhère à la jeune Société nationale des beaux-arts que viennent de créer, entre autres, Ernest Meissonier, Auguste Rodin et Pierre Puvis de Chavannes. Il y expose chaque année des peintures, des aquarelles, et par la suite, des gravures.

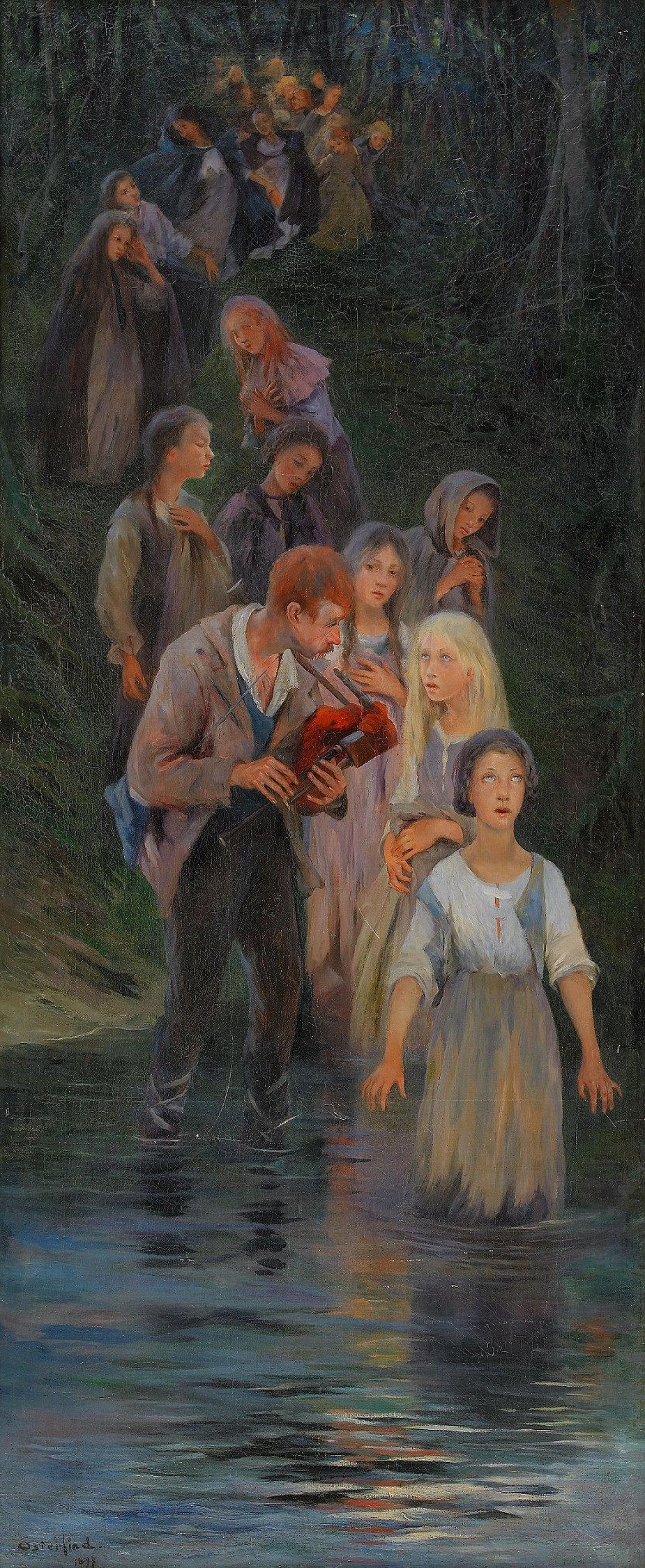
Le Preneur de rats (1909), musée des beaux-arts de Göteborg.

En 1891, il travaille avec Per Ekström au Birger Jarls basar (sv), et il adhère à la Société suédo-norvégienne de Paris, le futur Cercle suédois.
En 1893, influencé probablement par son grand ami Ernst Josephson, qui y a séjourné quelques années plus tôt, il part travailler en Andalousie d'où, sous le coup du charme et de la vitalité de la rue andalouse, il rapportera de nombreux éléments pour ses futures aquatintes dont Le Soleil (Helsinki, Musée Ateneum) et Les Gitanes (musée des beaux-arts de Reims).
En 1894, il est nommé chevalier de la Légion d'honneur.
Aquarelliste de talent, reconnu par tous pour ses coloris, il fonde une association d'aquarellistes en 1900. Il s'adonne à l'eau-forte, l'aquatinte, et devient sociétaire, dès sa fondation, du Salon annuel de la gravure originale en couleur. Son œuvre en cette technique est abondant.
Dans les années 1906-1912, il fait plusieurs séjours en Bretagne, dans la région de Lannion. Il y réalise le triptyque Le Printemps de la vie en 1909, et la grande toile de La Présentation de la population à Notre-Dame de la mer à la chapelle de l'Île-Grande.
En 1909, il expose au Salon de la Société nationale des beaux-arts la grande toile Le Preneur de rats, peinte en France (musée des beaux-arts de Göteborg) et séjourne en Suède pour apporter le triptyque Le Printemps de la vie à l'école Katarina de Stockholm. Durant ce séjour, il réalise aussi plusieurs portraits. Jusqu'en 1929, il entretient des rapports réguliers avec le galeriste suédois Güsta Olson, ainsi qu'avec le prince Eugen de Suède.
Mais la Première Guerre mondiale et la mort de sa femme, cheville ouvrière de la famille, en 1916, l'abattent. Après un séjour à Cagnes-sur-Mer, il retourne se ressourcer régulièrement dans les deux terres de sa jeunesse : Bréhat et la Creuse où il avait emmené son ami Ernst Josephson et où il avait connu Claude Monet, Armand Guillaumin et Léon Detroy. À Bréhat, où il a connu et fréquenté Armand Dayot, Maxime Mauffra, Ary Renan, Charles Le Goffic et Anatole Le Braz, il laisse une curieuse collection de portraits peints sur verre des habitants de l'île au cabaret des Décapités.
Il meurt en 1938.

## « Le plus vieux Suédois de Paris »
La Suède n'oublie pas cet enfant dissipé. En 1922, il est lauréat du prix du prince Eugen de Suède. En 1929, il est exposé à l'Exposition des peintres suédois de Paris, par une œuvre de Göteborg. Et la presse suédoise consacrera un long article[réf. nécessaire] au « plus vieux Suédois de Paris » à sa mort en 1938.
Même si fixé en France par son mariage et sa famille française, même si son œuvre est principalement réalisée en France, il n'en gardera pas moins toujours le contact avec ses origines. Il aura, dans le fond, toujours la tête en Suède et les mains en France.
Dernier survivant de la génération des artistes scandinaves venus en France, pour apprendre la « claire peinture », Allan Österlind apparaît un personnage aux dons multiples. Original, indifférent à la fortune et aux modes, toujours en mouvement, pratiquant avec aisance la peinture, l'aquarelle, l'aquatinte, Osterlind fut dit par August Strindberg, peintre lui-même qui avait envisagé de lui confier l'illustration de ses œuvres, « le meilleur peintre de la Suède »[réf. nécessaire].
Ses rencontres en Creuse avec Armand Guillaumin et Claude Monet et en Bretagne avec Maxime Maufra n'auront eu aucune influence sur son art.
De son œuvre très diverse, se dégage l'image d'un homme, fantaisiste par moments, doué d'un œil vif et tendre, d'une main très adroite, traitant, avec finesse et pudeur, les portraits et la vie heureuse de ses contemporains. La meilleure expression en est le grand triptyque Le Printemps de la vie de l'école Katarina, réalisé en Bretagne alors qu'il y vit dans une demi-misère, regroupant sous le soleil, hommes, jeunes femmes et enfants, tout est bonheur et air du temps, tout comme ses scènes de la rue andalouse, et ses portraits de son ami Ville Vallgren, du musée de Porvoo.
À sa mort, il ne laisse aucun écrit, aucun disciple, ses seuls et brillants élèves ayant été son fils, le paysagiste Anders Osterlind (1887–1960), et son petit-fils Nanic Osterlind (1909-1943).

## Œuvres dans les collections publiques
Les œuvres d'Allan Österlind figurent dans de nombreuses collections publiques, en France et à l'étranger : Nationalmuseum de Stockholm, musée des beaux-arts de Göteborg, musée Ateneum d'Helsinki, musée de Porvoo, musée des beaux-arts de Tours, musée des beaux-arts de Reims, musée Bertrand de Châteauroux, Centre culturel suédois à Paris, Musée Ar Skol Ploumanac'h à Perros-Guirec etc.
Plusieurs de ses œuvres sont acquises par l'État français,notamment des tableaux intitulés Les Servantes, en 1913, et Bords de Creuse, en 1916.

## Expositions
- Les 3 Österlind de 1855 à 1943 - Allan 1855-1938), Anders (1887-1960), Nanic (1909-1943) Exposition du 25 juin au 11 septembre 2005 au Château de Gargilesse (Indre)
- La Creuse, une vallée-atelier. Itinérances artistiques : A. Österlind (1855-1938), C. Bichet (1863-1929), E. Alluaud (1866-1947) et A. Smith (1854-1936), Exposition-parcours de mai à septembre 2016, entre Berry et Limousin, organisée par les musées de Guéret, La Châtre, Éguzon et Limoges.

## Galerie

Tableaux d'Allan Österlind
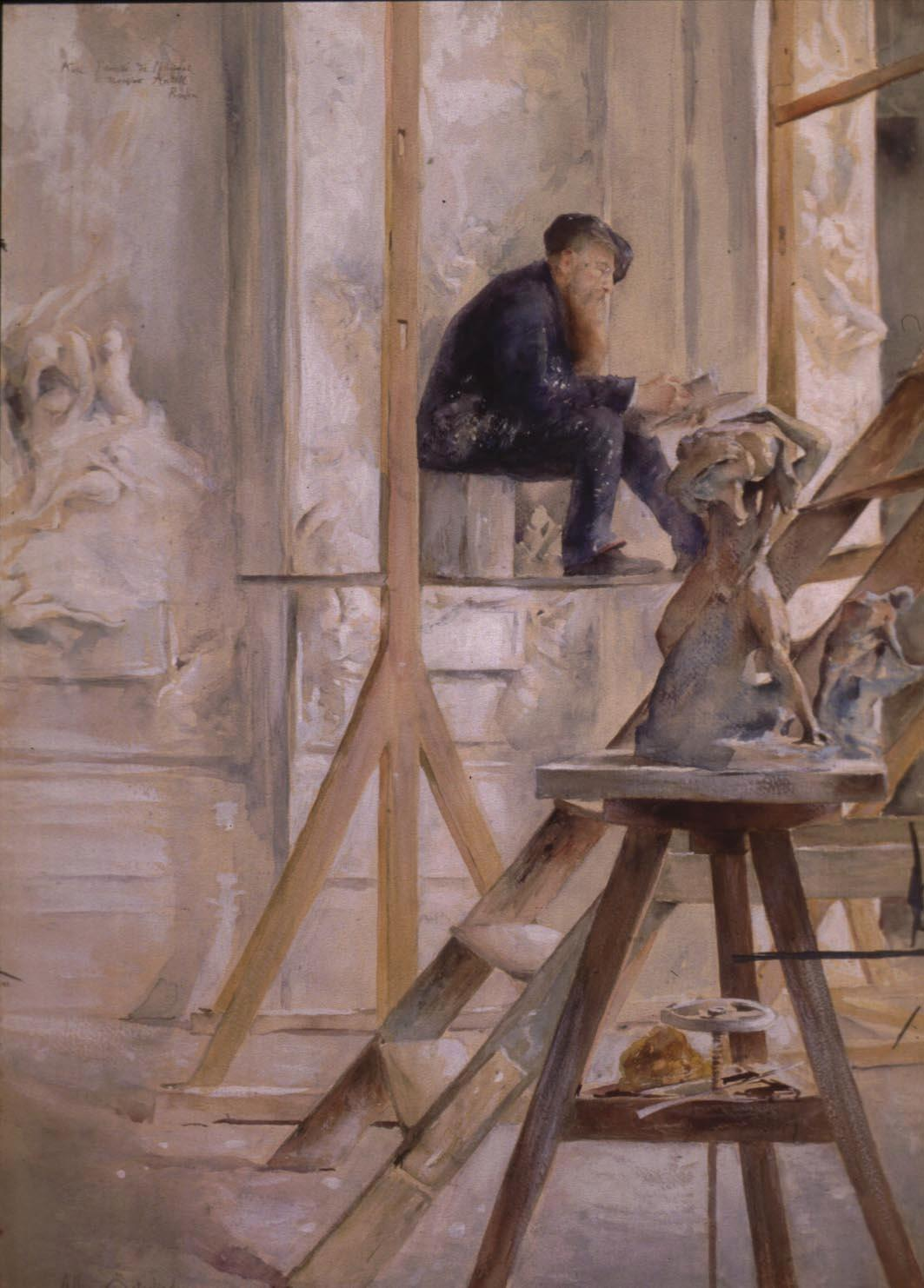
Rodin dans son atelier (1885), Helsinki, Musée Ateneum.
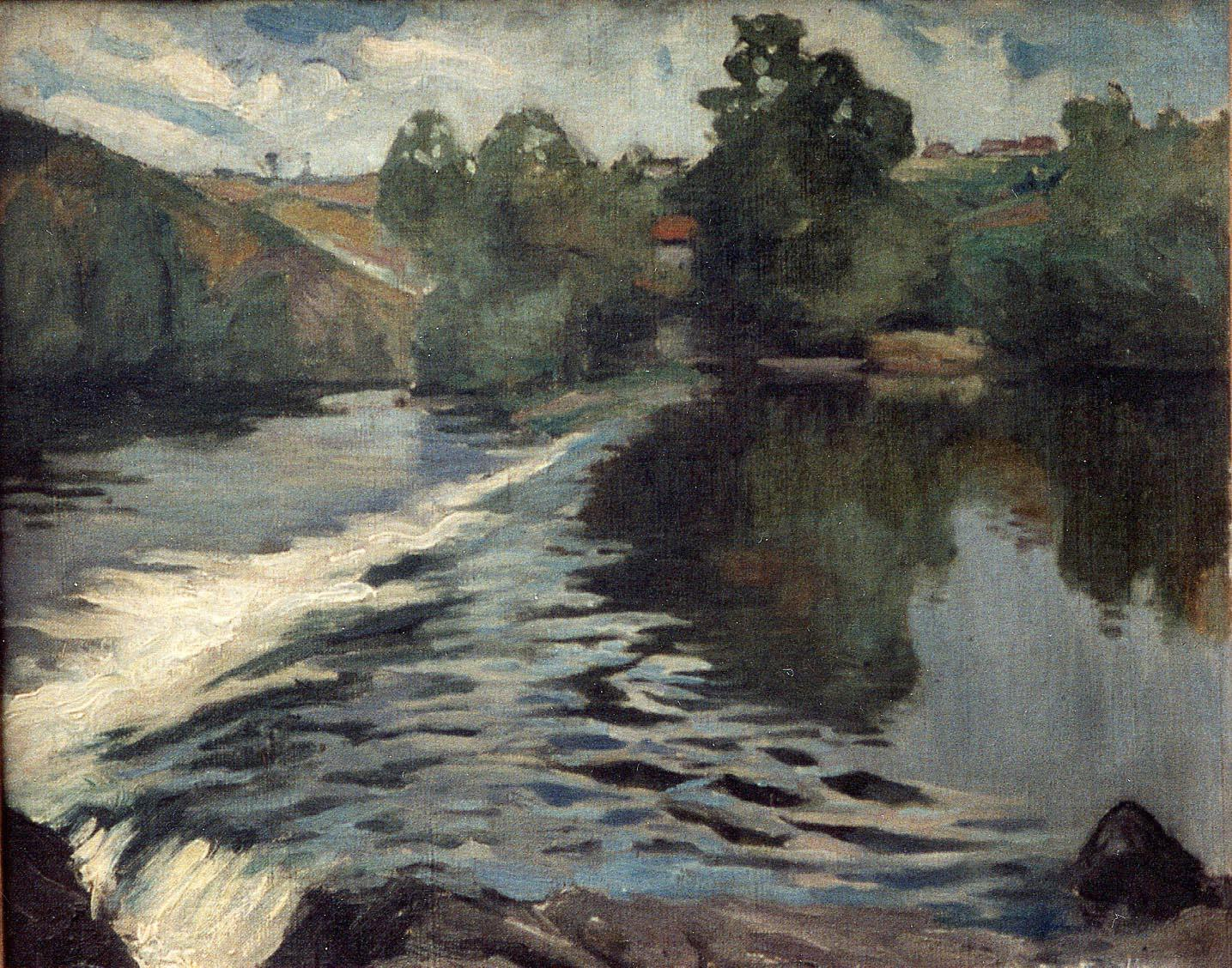
La Creuse (1885), Paris, Cercle suédois.
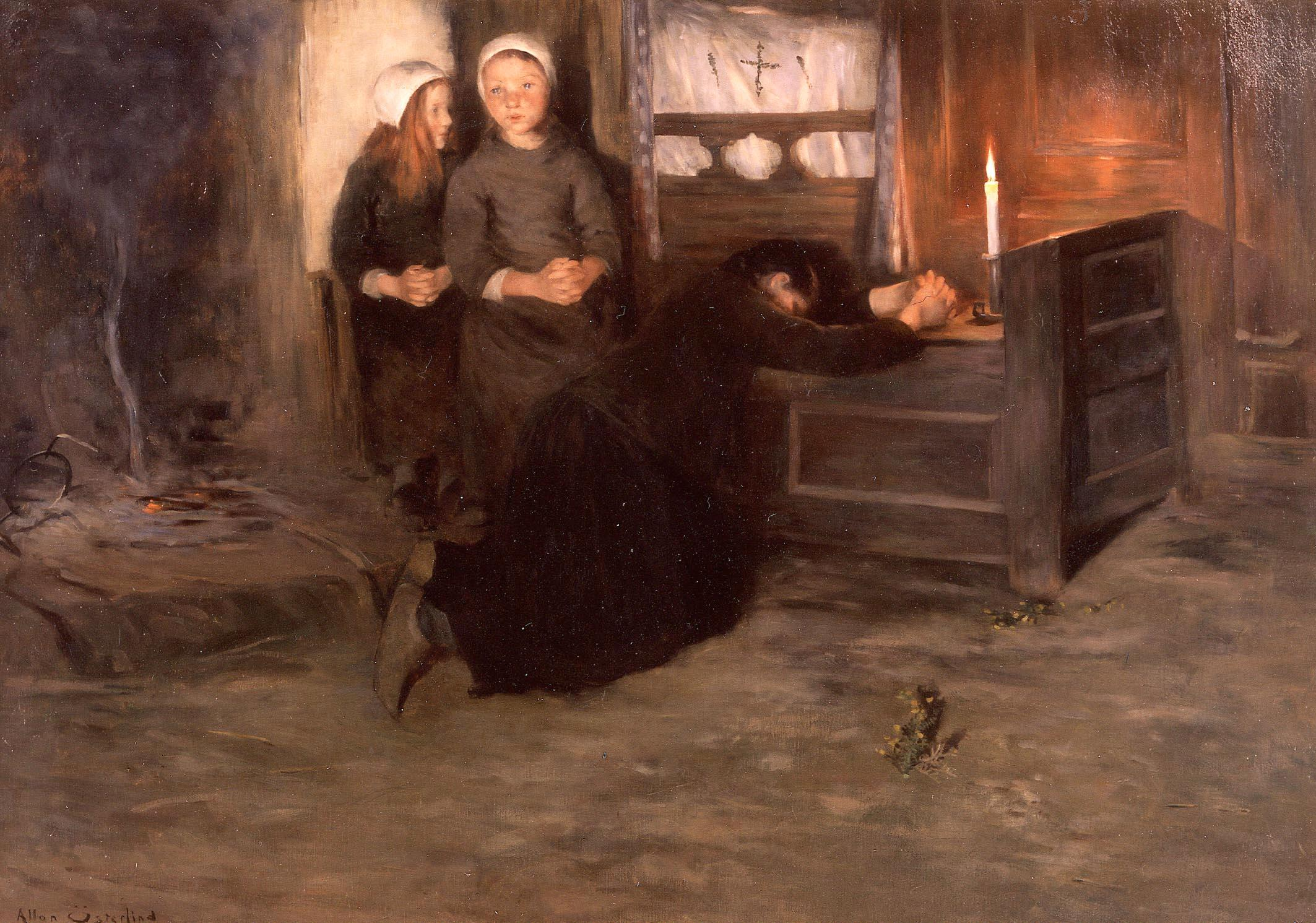
Veillée mortuaire en Bretagne (1886), Stockholm, Nationalmuseum.
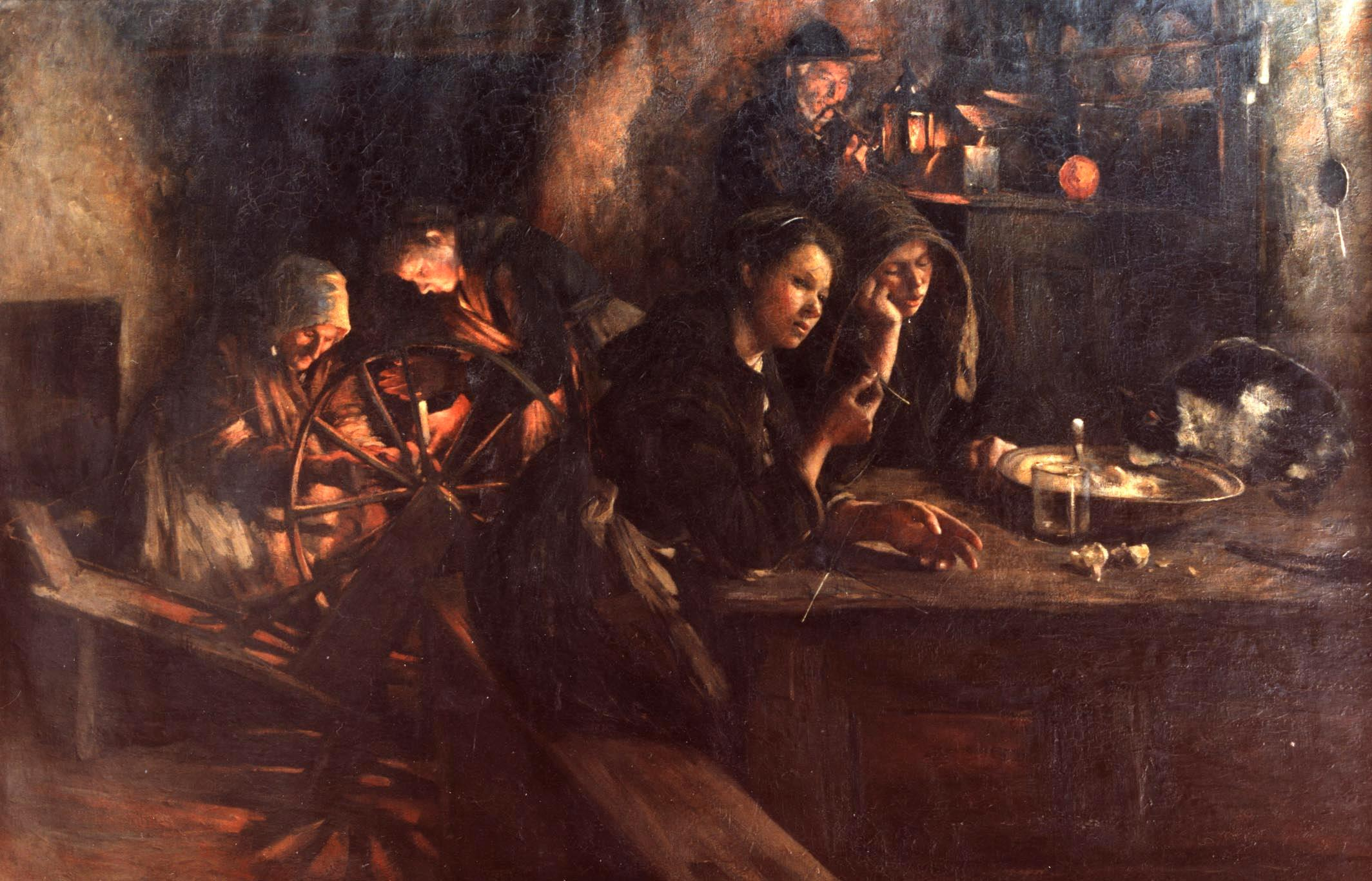
Fin de journée (1887), musée des beaux-arts de Tours.
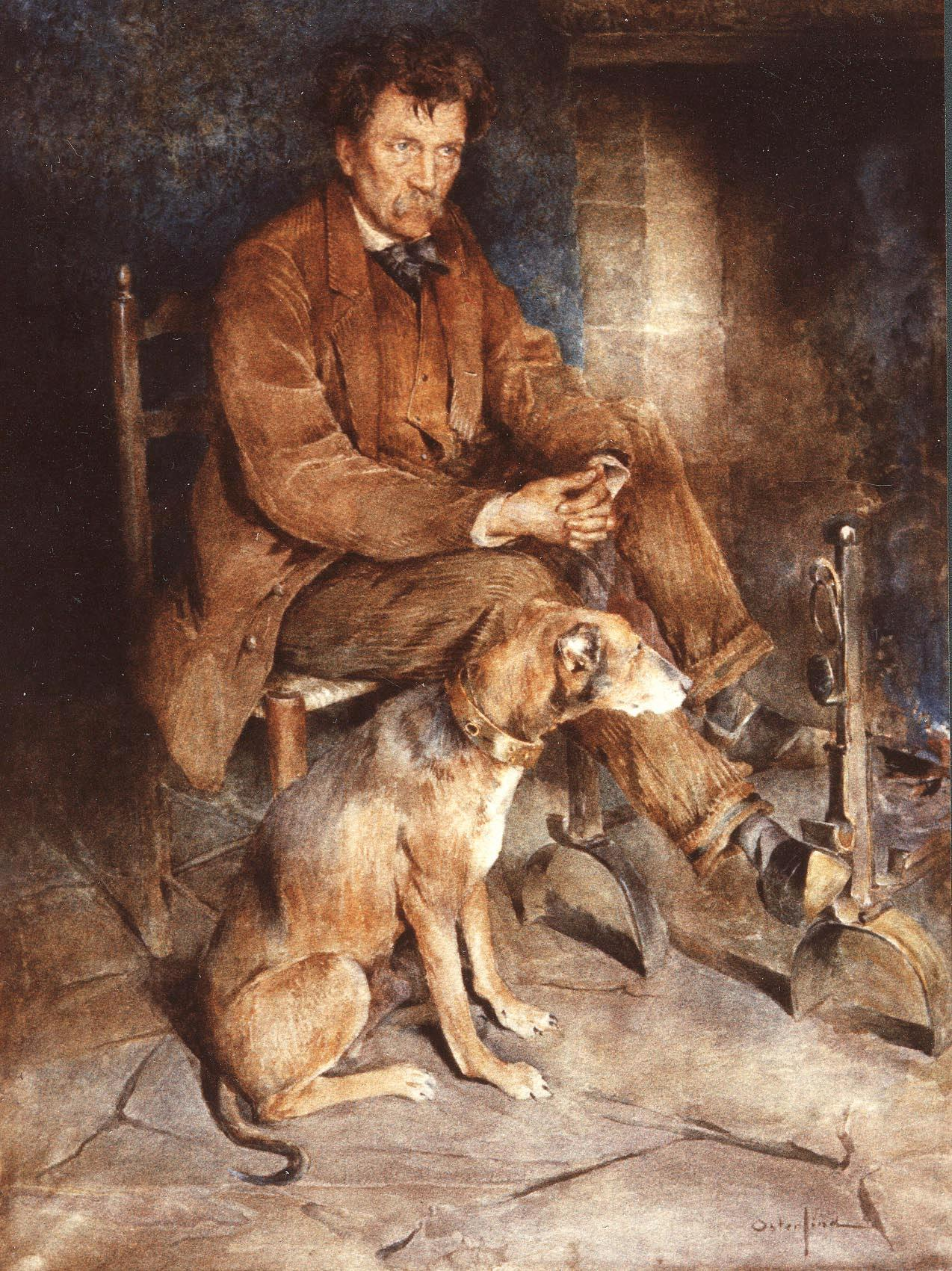
Maurice Rollinat et son chien (1898), Châteauroux, musée Bertrand.
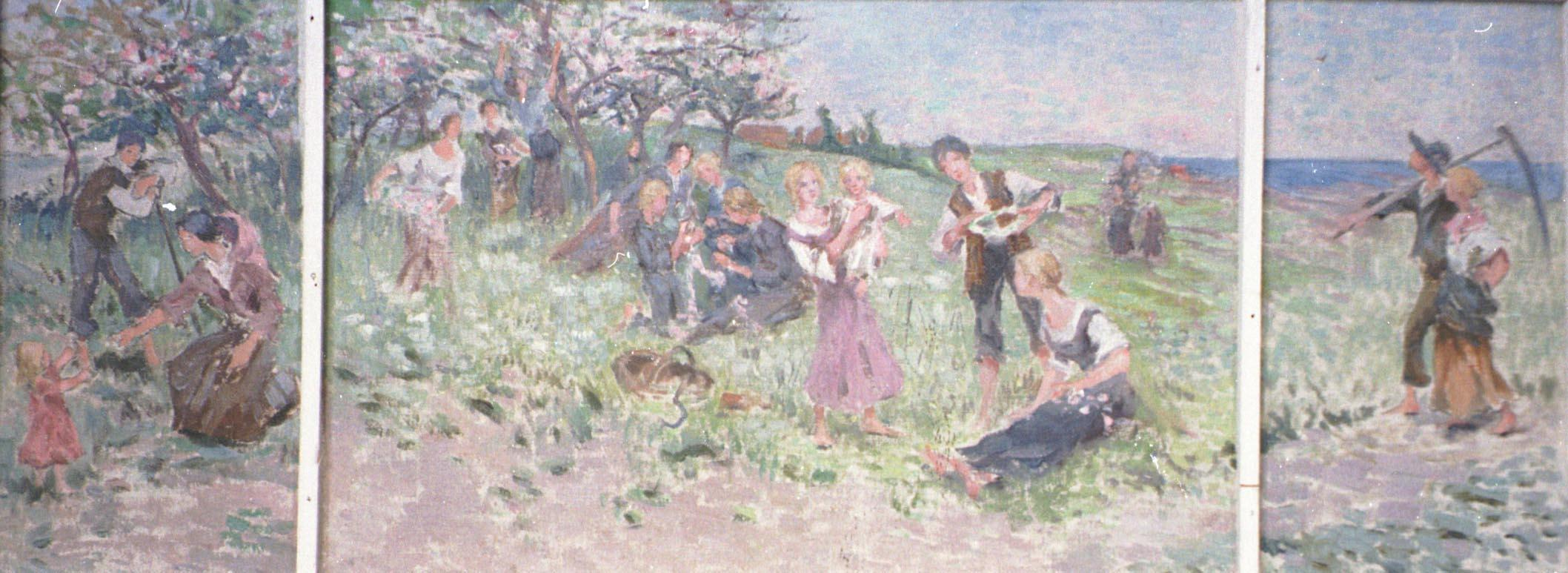
Le Printemps de la vie (1909), triptyque, Stockholm, école Katarina.

Estampes d'Allan Österlind
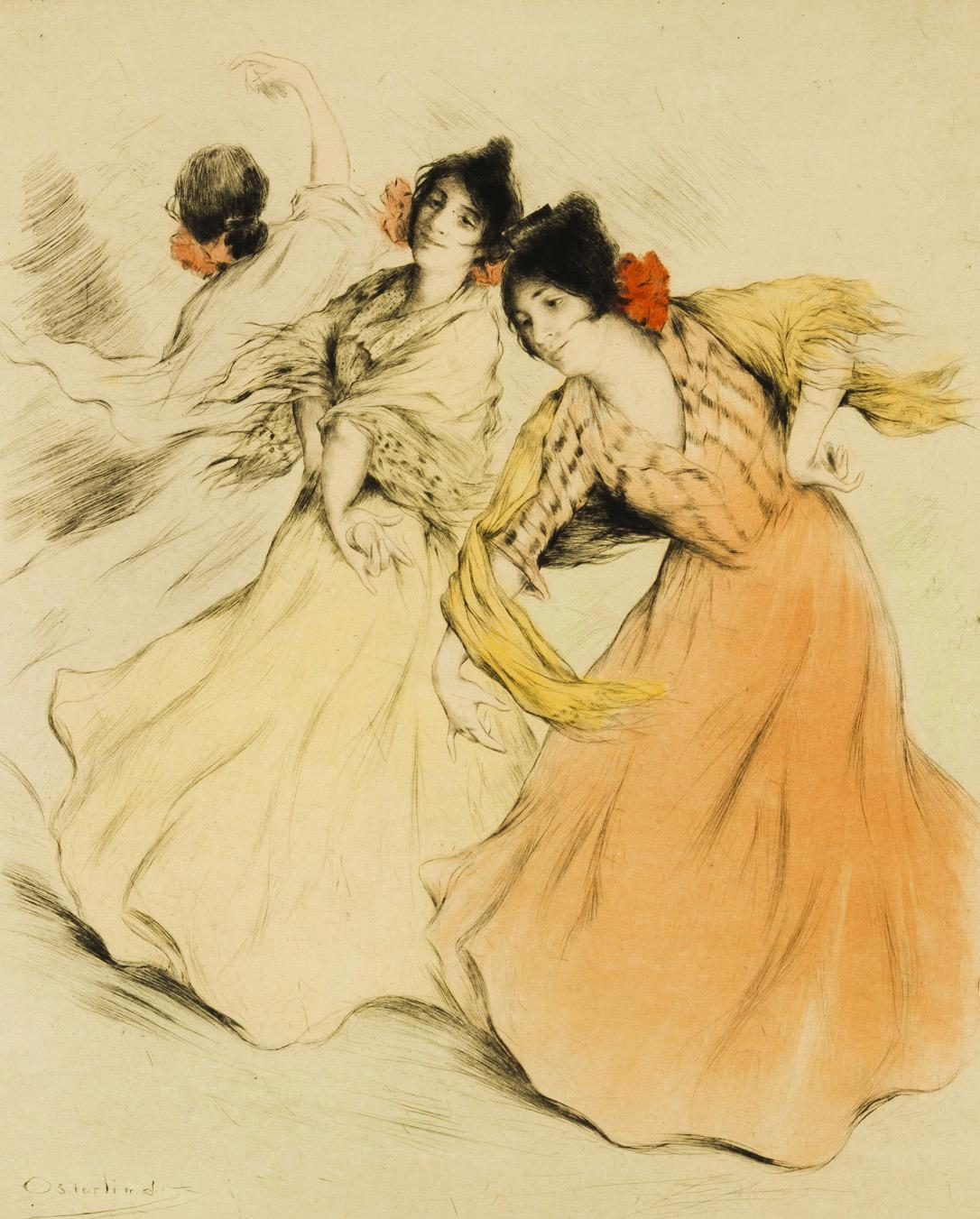
Danseuse de flamenco (Flamencotänzerin).
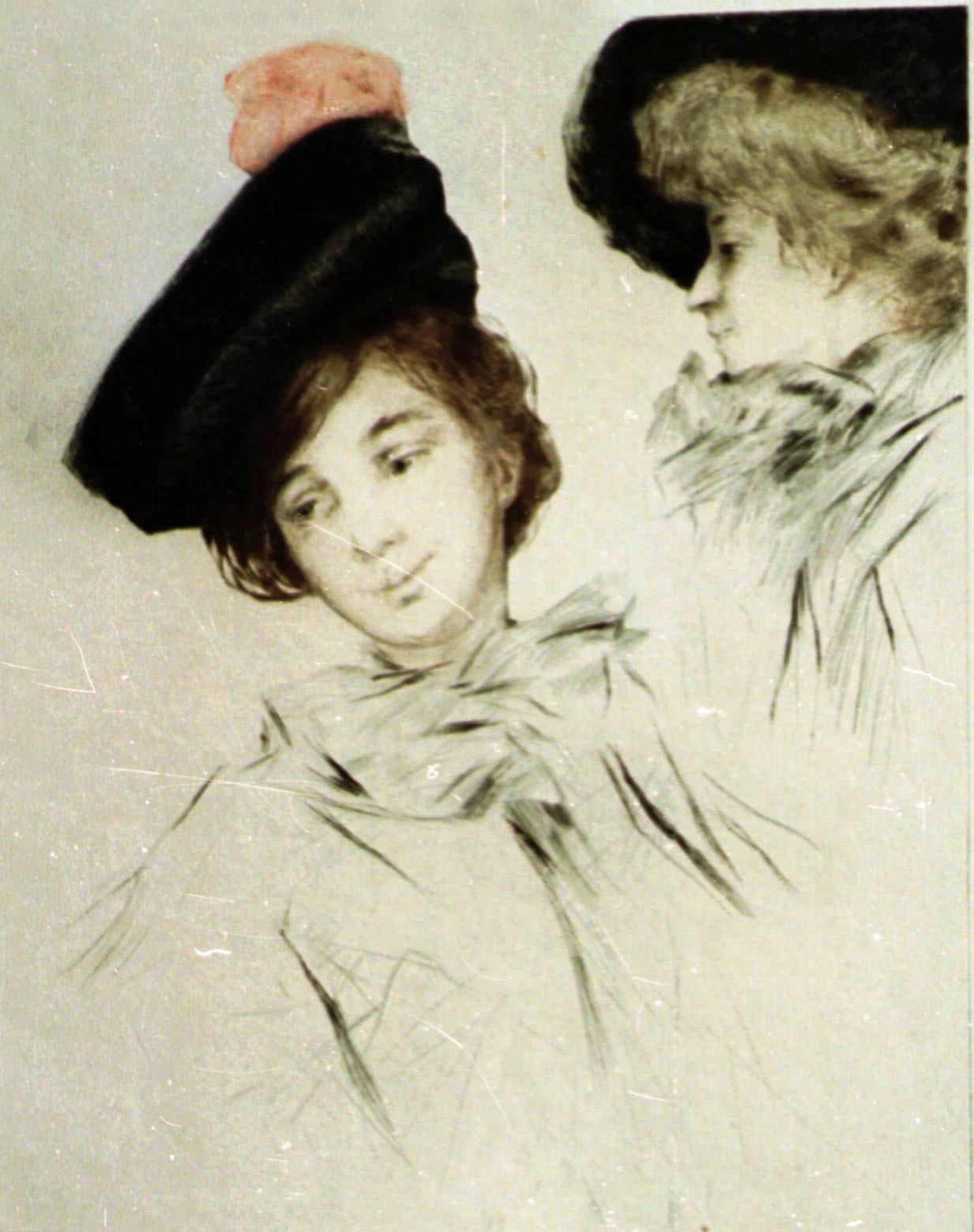
Portrait de femmes aux chapeaux noirs.
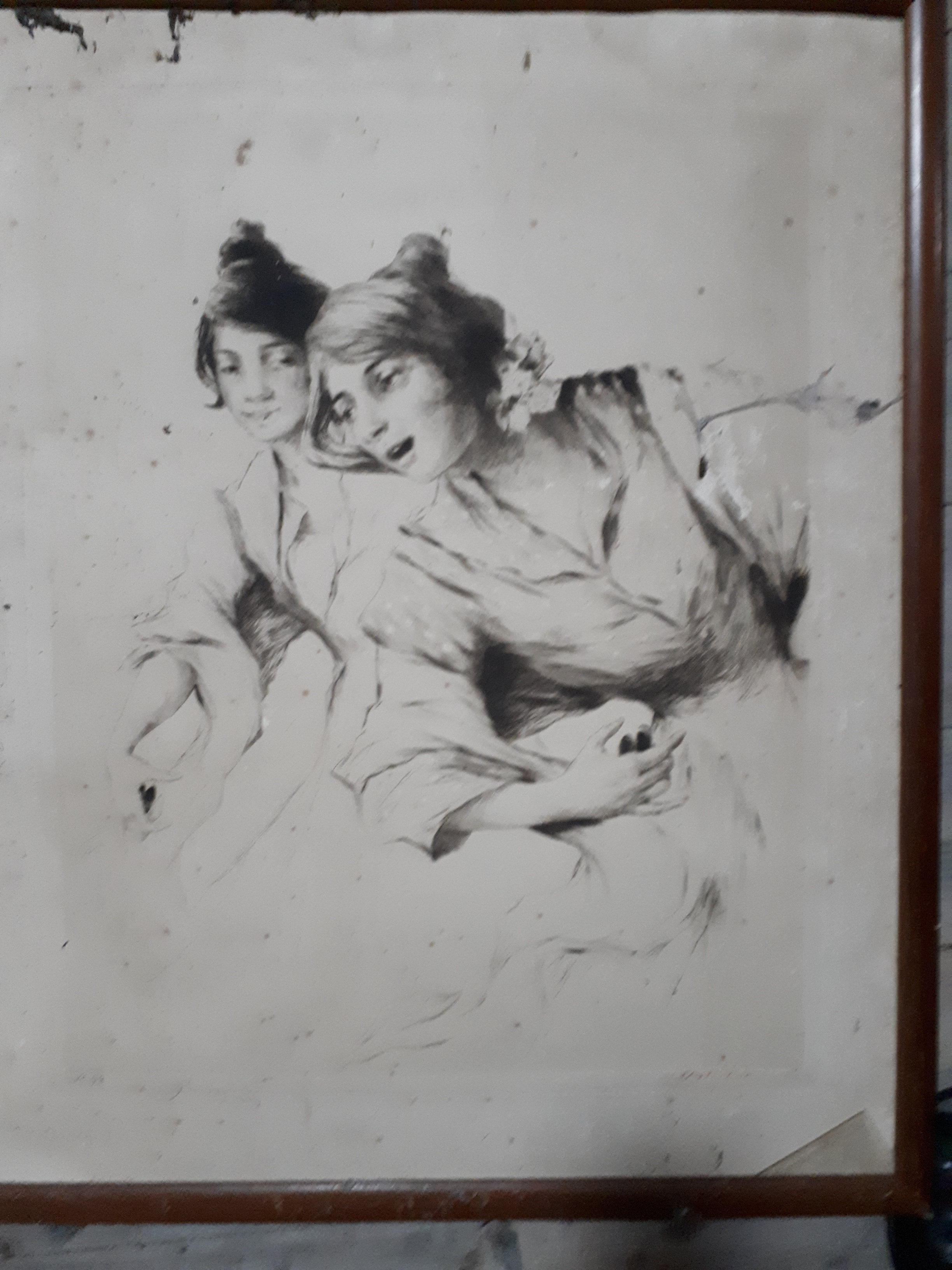
« Deux jeunes femmes », pointe sèche. Collection privée.

Œuvres non localisées attribuées à Allan Österlind
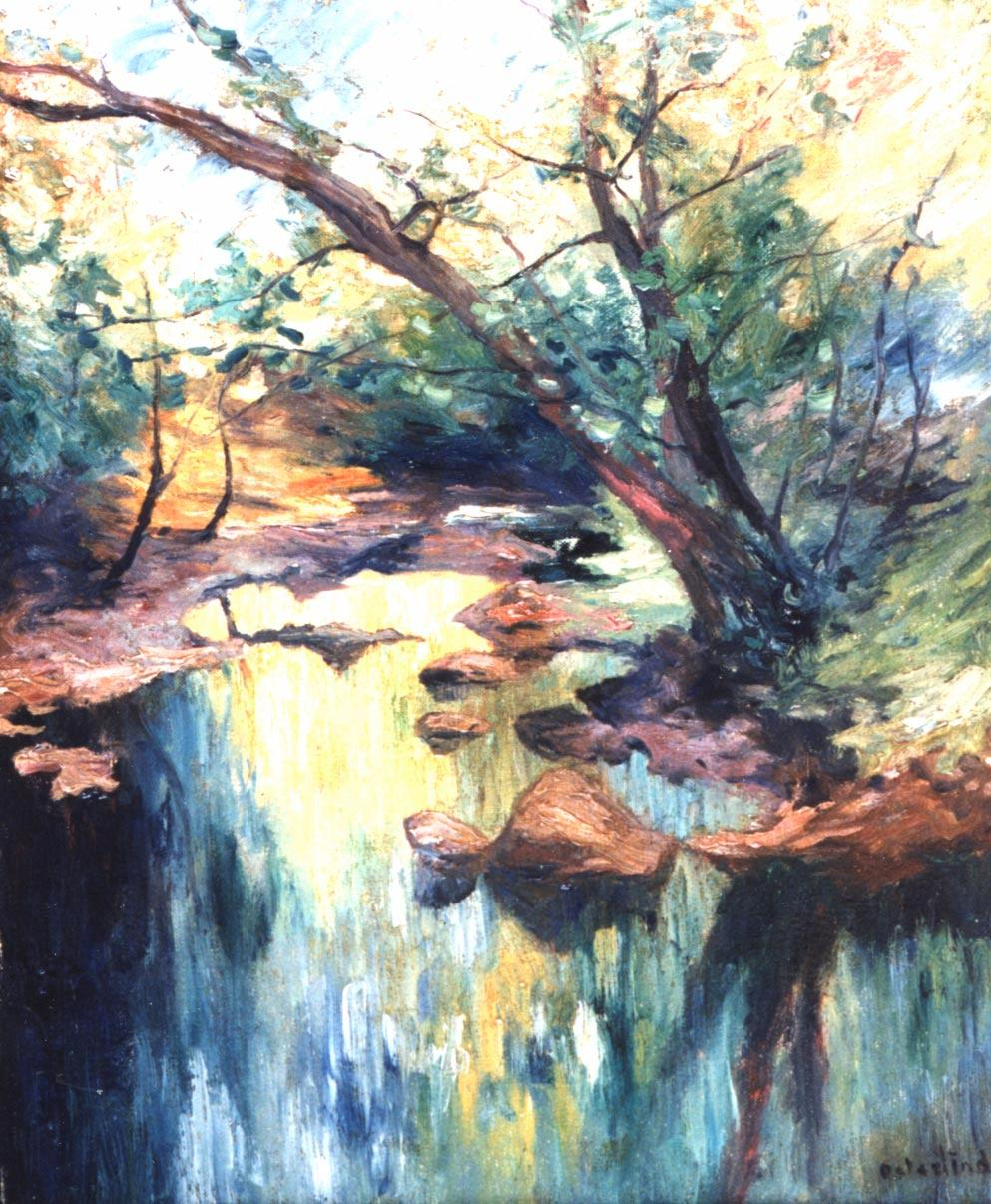
Paysage de bords de rivière (1877).
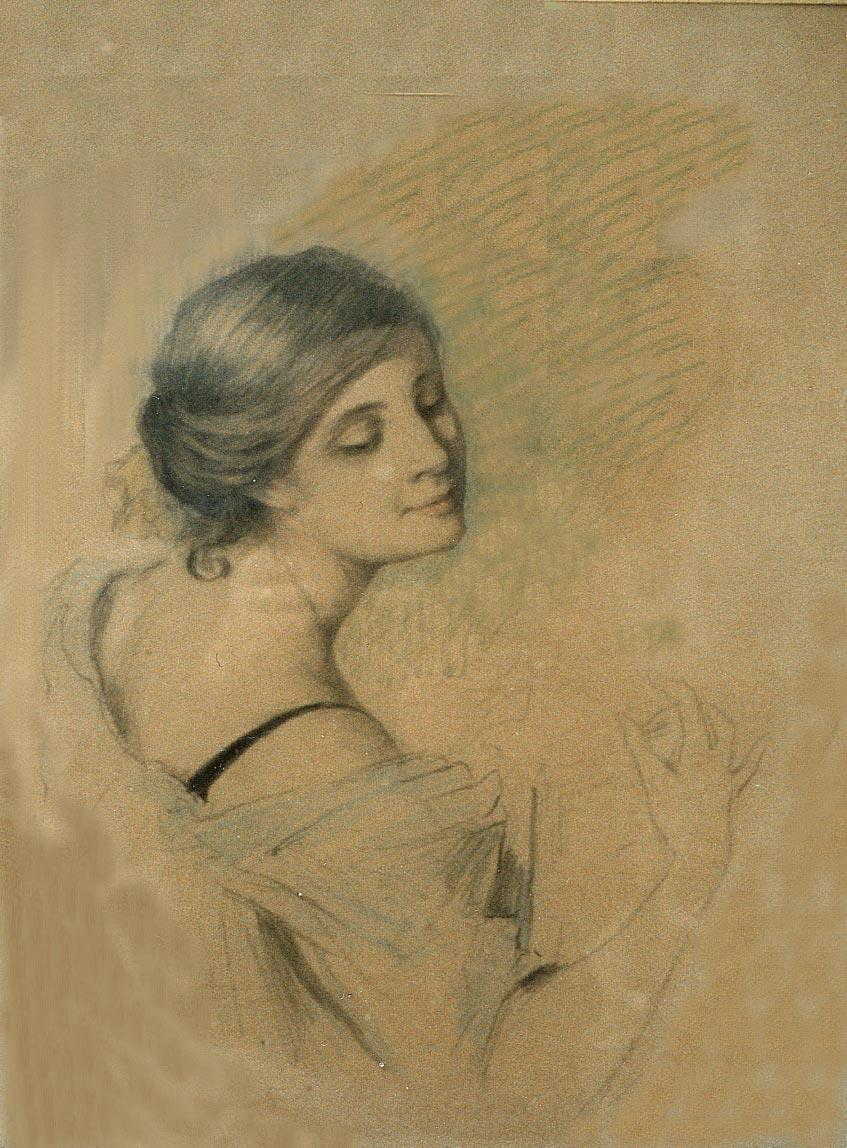
Portrait de la femme de l'artiste (1881).
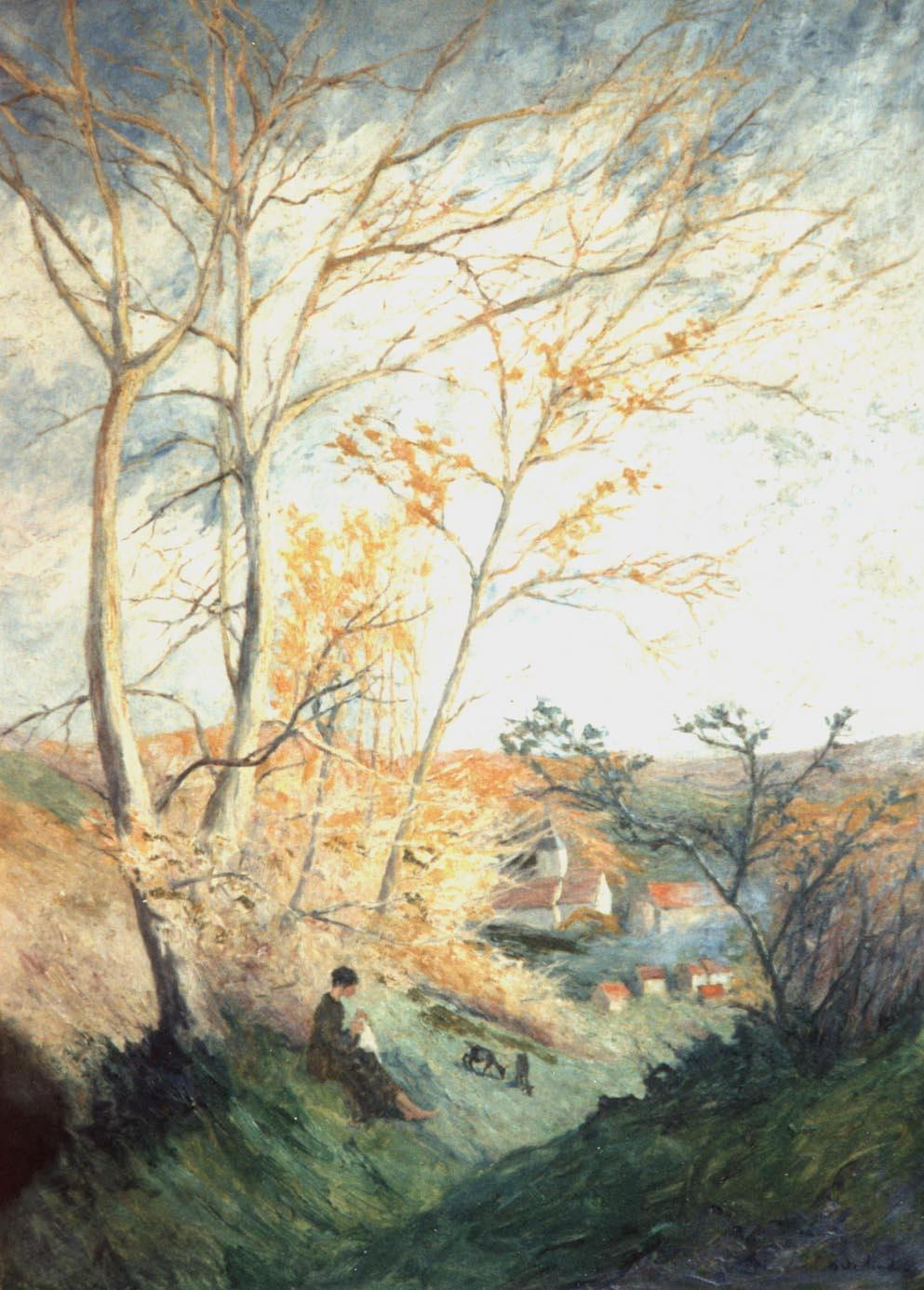
La Gardienne de chèvres (1885).
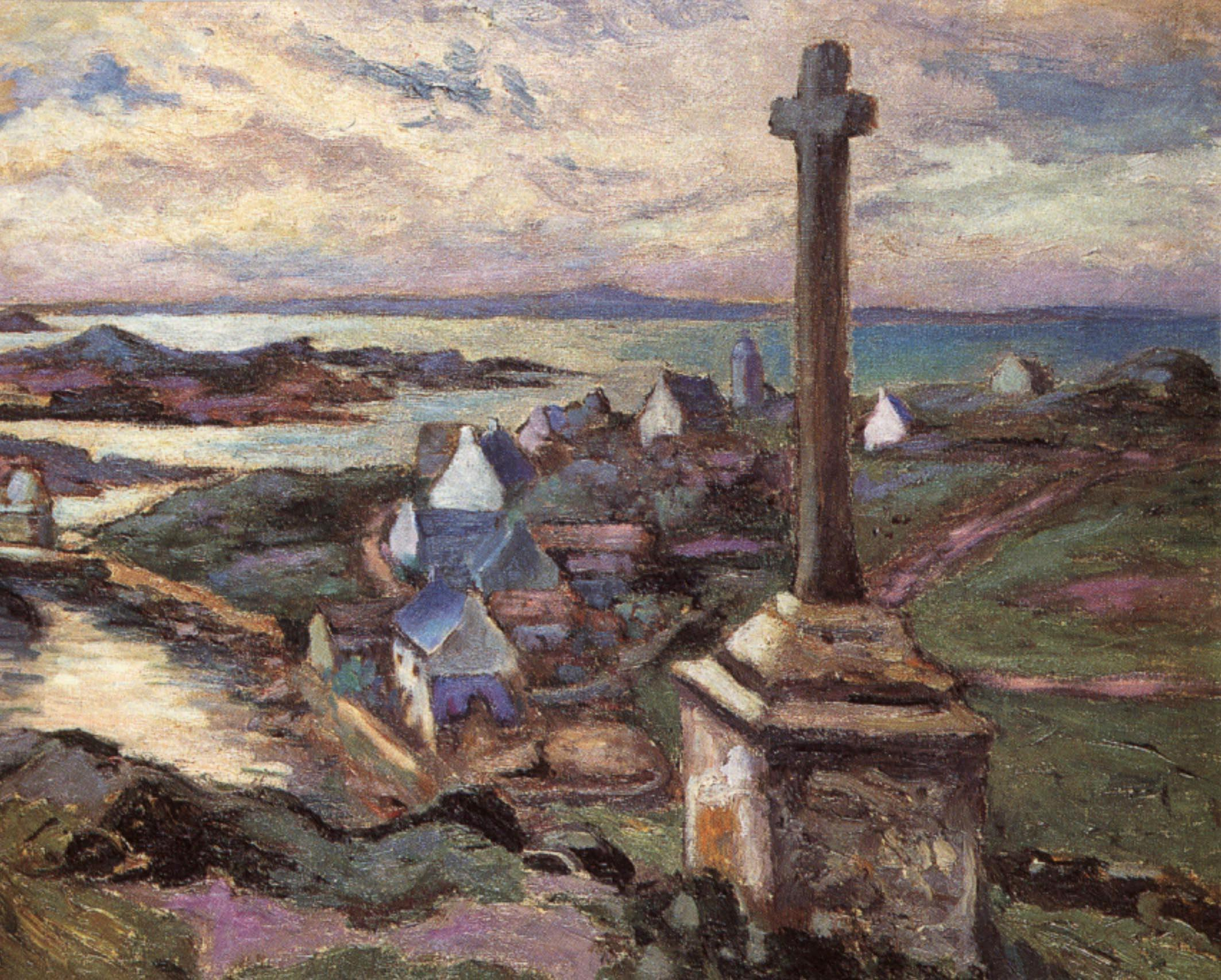
Maison à Bréhat (1887).
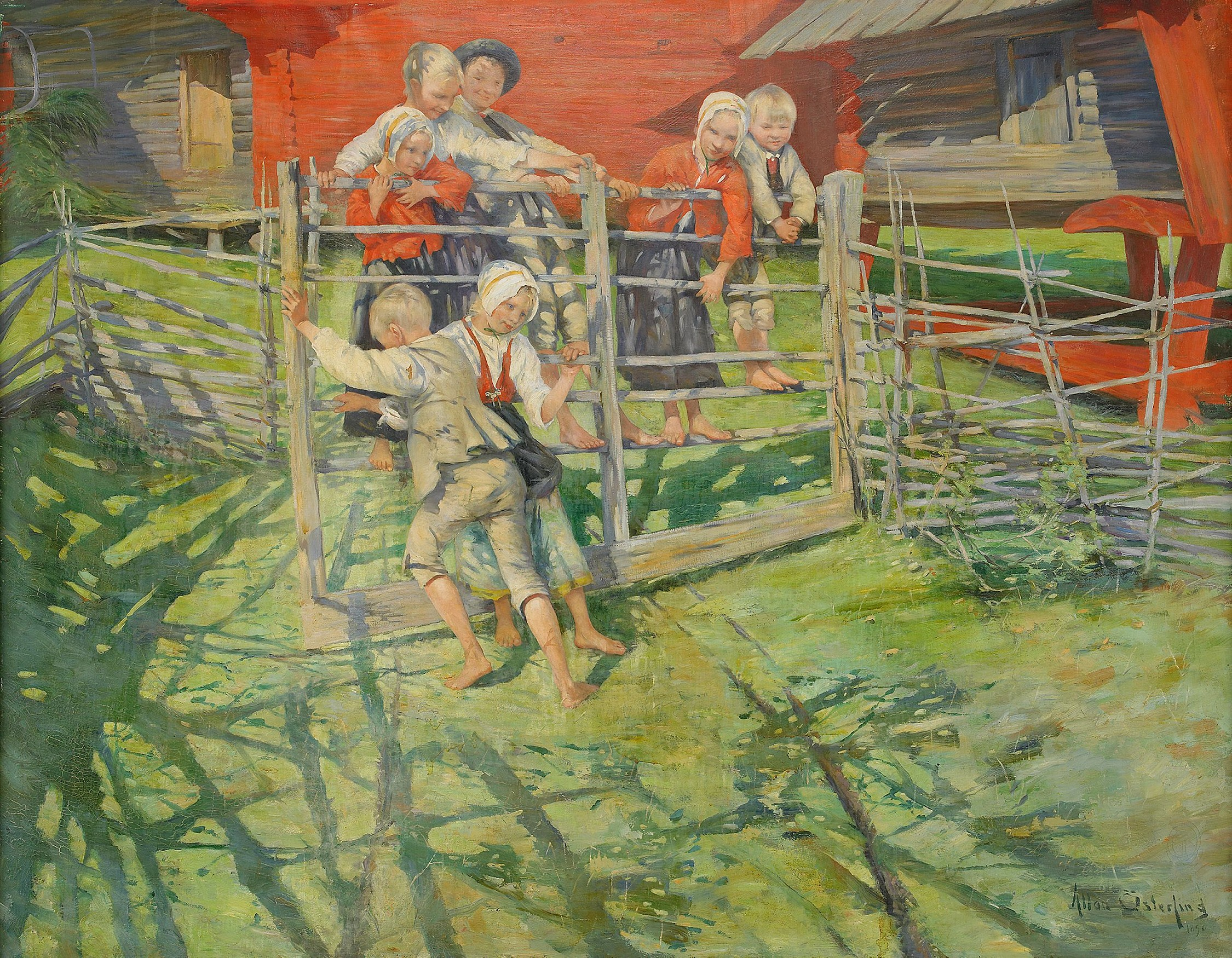
L'Étable (1890).